# Mattoni NBL 1999/2000
Národní basketbalová liga 1999/2000 byla nejvyšší mužskou ligovou basketbalovou soutěží v České republice v ročníku 1999/2000. Od ročníku ligy 1998/1999 byla nazvána jménem generálního partnera - Mattoni Národní basketbalová liga (ve zkratce Mattoni NBL).
Konečné pořadí ligy:
1. USK ERPET Praha (mistr České republiky 1999/2000) - 2. BK Opava- 3. BVV Brno - 4. MLÉKÁRNA Kunín - 5. BC Sparta Praha - 6.	BK NH Ostrava - 7. BK SČE Děčín - 8. BK SPOLCHEMIE Ústí nad Labem - 9.	BKK Houseři Brno - 10. OSTACOLOR BK Pardubice	- 11.	BK Slavia Kroměříž (sestup do kvalifikace) - 12. BK ASK Chomutov (sestup z 1. ligy)

## Systém soutěže
V první části soutěže (září - prosinec 1999) všech 12 družstev dvoukolově každý s každým (zápasy doma - venku) odehrálo 22 zápasů.
Ve druhé části soutěže (leden - březen 2000) se započítáním výsledků 1. části byla družstva rozdělena do skupiny A1 (o 1. až 6. místo) a do skupiny A2 (o 7. až 12. místo), družstva hrála ve skupině dvoukolově každý s každým (každé družstvo 10 utkání).
V Play-off hrálo 6 týmů ze skupiny A1 a dva nejlepší ze skupiny A2. Hrálo se na 3 vítězné zápasy.
Play-out hrála družstva na 9.-12. místě skupiny A2 dvoukolově každý s každým. Poražená družstva z 1. kola play-off vytvořila skupinu o 9. až 12. místo, každé z nich odehrálo 6 zápasů a poslední družstvo sestoupilo do 2. ligy a předposlední do kvalifikace.

## Výsledky

### Tabulka po první části soutěže
| Poř. | Tým                         | Z  | V  | P  | Skóre     | Body |
| ---- | --------------------------- | -- | -- | -- | --------- | ---- |
| 1.   | USK Erpet Praha             | 22 | 18 | 4  | 1730:1466 | 40   |
| 2.   | Mlékárna Kunín              | 22 | 16 | 6  | 1823:1559 | 38   |
| 3.   | BK Opava                    | 22 | 16 | 6  | 1888:1577 | 38   |
| 4.   | BC BVV Brno                 | 22 | 15 | 7  | 1798:1549 | 37   |
| 5.   | BC Sparta Praha             | 22 | 15 | 7  | 1699:1554 | 37   |
| 6.   | BK NH ANES Ostrava          | 22 | 14 | 8  | 1727:1647 | 36   |
| 7.   | BK SČE Děčín                | 22 | 13 | 9  | 1688:1658 | 35   |
| 8.   | BK SČP Ústí nad Labem       | 22 | 8  | 14 | 1684:1750 | 30   |
| 9.   | BBK Houseři Brno            | 22 | 5  | 17 | 1539:1792 | 27   |
| 10.  | Ostacolor BHC SKP Pardubice | 22 | 5  | 17 | 1500:1837 | 27   |
| 11.  | BK Slavia Kroměříž VTJ      | 22 | 4  | 18 | 1522:1804 | 26   |
| 12.  | BK ASK Chomutov             | 22 | 3  | 19 | 1527:1932 | 25   |

### Tabulka druhé části soutěže, skupina A1
| Poř. | Tým                | Z  | V  | P  | Skóre     | Body |
| ---- | ------------------ | -- | -- | -- | --------- | ---- |
| 1.   | BK Opava           | 32 | 23 | 9  | 2659:2218 | 55   |
| 2.   | USK Erpet Praha    | 32 | 23 | 9  | 2457:2194 | 55   |
| 3.   | BC BVV Brno        | 32 | 22 | 10 | 2632:2366 | 54   |
| 4.   | Mlékárna Kunín     | 32 | 22 | 10 | 2601:2298 | 54   |
| 5.   | BC Sparta Praha    | 32 | 19 | 13 | 2436:2354 | 51   |
| 6.   | BK NH ANES Ostrava | 32 | 15 | 17 | 2438:2480 | 47   |

### Tabulka druhé části soutěže, skupina A2
| Poř. | Tým                         | Z  | V  | P  | Skóre     | Body |
| ---- | --------------------------- | -- | -- | -- | --------- | ---- |
| 7.   | BK SČE Děčín                | 32 | 18 | 14 | 2514:2452 | 50   |
| 8.   | BK SČP Ústí nad Labem       | 32 | 15 | 17 | 2468:2523 | 47   |
| 9.   | BBK Houseři Brno            | 32 | 13 | 19 | 2288:2488 | 45   |
| 10.  | Ostacolor BHC SKP Pardubice | 32 | 10 | 22 | 2317:2627 | 42   |
| 11.  | BK ASK Chomutov             | 32 | 6  | 26 | 2254:2743 | 38   |
| 12.  | BK Slavia Kroměříž VTJ      | 32 | 6  | 26 | 2265:2586 | 38   |

### Konečná tabulka skupina o 9. - 12. místo
| Poř. | Tým                         | Z  | V  | P  | Skóre     | Body |
| ---- | --------------------------- | -- | -- | -- | --------- | ---- |
| 9.   | BBK Houseři Brno            | 38 | 16 | 22 | 2754:2932 | 54   |
| 10.  | Ostacolor BHC SKP Pardubice | 38 | 15 | 23 | 2807:3085 | 53   |
| 11.  | BK Slavia Kroměříž VTJ      | 38 | 9  | 29 | 2756:3062 | 47   |
| 12.  | BK ASK Chomutov             | 38 | 7  | 31 | 2682:3240 | 45   |

## Play-off
Hrálo se na tři vítězná utkání. 

### čtvrtfinále
- (1.) BK Opava - (8.) BK SČP Ústí nad Labem 3:0 (93:73	77:56	94:61)
- (2.) USK Erpet Praha - (7.) BK SČE Děčín 3:0 (86:77	78:73	82:78)
- (3.) BC BVV Brno - (6.) BK NH Ostrava 3:0 (82:60	94:72	89:63)
- (4.) Mlékárna Kunín - (5.) BC Sparta Praha 3:1 (85:69	64:55	81 :64	87:90)

### semifinále
- BK Opava - Mlékárna Kunín 3:0 (86:76	93:81	81 :63)
- USK Erpet Praha - BC BVV Brno 3:2 (74:71	82:90	81 :87	88:79	80:69)

### zápas o 3. místo
- BC BVV Brno - Mlékárna Kunín 3:1 (106:89	81 : 73	72:87	82:80)

### Finále
- USK Erpet Praha - BK Opava 4:3 (85:79	80:76	70:90	81 :71	74:69	72:73	83:85)